# Милион година пре нове ере
Милион година пре нове ере (енгл. One Million Years B.C.) је британски авантуристички историјско-фантастични филм из 1966. године, режисера Дона Чефија и продуцента и сценаристе Мајкла Карераса. Представља римејк америчког филма One Million B.C. (1940) и, попут њега, у највећој мери није историјски тачан. Главне улоге у филму тумаче Ракел Велч, Џон Ричардсон, Перси Херберт, Роберт Браун и Мартин Бесвик, а прича прати пустоловине пећинског човека Тумака, његову борбу како између два племена, тако и са диносаурусима и другим праисторијским чудовиштима.
Филм је сниман на Канарским Острвима крајем 1965. године. Реј Харихаузен, који је анимирао диносаурусе у филму помоћу стоп-моушон ефеката, објаснио је да филм „није направљен за професоре... који вероватно ни не гледају овакве филмове.” Премијерно је приказан 25. октобра 1966. у Лондону, док је у биоскопима објављен 30. децембра исте године.

## Радња
Мушкарци из црномањастог племена Камена, предвођени поглавицом Акобом, кога прате његови супарнички синови, Тумак и Сакана, заробљавају и убијају дивљег вепра, након чега се враћају у пећину да га поделe са остатком племена. Тумак и Акоба се сукобљавају око меса, а Акоба протерује Тумака у сурову пустињу. Након што преживи неколико сусрета с разним праисторијским створењима, Тумак пада на удаљеној плажи и примећује га Лоана и друге жене из плавокосог племена Шкољки. Уз помоћ мушкараца из племена, Лоана спасава Тумака од џиновске корњаче коју терају у море. Тумак је одведен у село племена Шкољки где открива да су цивилизованији и напреднији од племена Камена.
Назад у племену Камена, Сакана покушава да преузме власт тако што ће убити Акобу. Акоба преживљава, али је сломљен, а Сакана постаје нови вођа.
У племену Шкољки, Тумак спасава малу девојчицу од напада алосаура, чиме осваја Лоанину наклоност. Међутим, Тумак је истеран из села након што се сукобио с чланом племена Шкољки, Ахотом, због власништва над копљем којим је Тумак убио диносауруса. Лоана одлучује да пође са Тумаком, а Ахот предаје копље Тумаку као гест добре воље. Тумак, са Лоаном уз себе, креће назад ка пећини племена Камена, али поново се суочава са опасностима. Њих двоје, између осталог, сведоче епској борби између трицератопса и цератосауруса. Најдраматичнија борба је између Тумака и његове тренутне љубави Лоане и његове бивше љубави Нупонди. Лоана побеђује, али одбија да зада смртоносни ударац, упркос охрабрењу других чланова племена. Сакана се противи Тумаковом и Лоанином покушају да унесу обичаје племена Шкољки у своју културу. Док се припадници племена Камена купају, напада их женка птеранодона која односи Лоану да би је дала својим младунцима. Међутим, рамфоринкус напада птеранодона и започиње борбу. Лоана је бачена у море и успева да отплива до обале. Испрва, Тумак верује да је Лоана мртва, али се њих двоје ускоро поново сусрећу.
Сакана предводи групу истомишљеника у наоружаној побуни против Акобе. Тумак, Ахот, Лоана и други чланови племена Шкољки долазе и придружују се борби против Сакане. Усред битке, изненада долази до вулканске ерупције. Припадници оба племена гину од ефеката ерупције или од стране нападача. Сакана је проубоден копљем, а Акоба је убијен падом стене. Тумак, Лоана и преживели чланови оба племена излазе из пустоши и заједно крећу да потраже нови дом, а Тумак постаје нови вођа.

## Улоге
| Глумац        | Улога   |
| ------------- | ------- |
| Ракел Велч    | Лоана   |
| Џон Ричардсон | Тумак   |
| Перси Херберт | Сакана  |
| Роберт Браун  | Акоба   |
| Мартин Бесвик | Нупонди |
| Џин Владон    | Ахот    |